# Carlos Llamas Gavilanes
Carlos Llamas Gavilanes (Muelas de los Caballeros, Zamora, 1954 - Madrid, 4 d'octubre de 2007) fou un periodista espanyol, presentador del programa de ràdio Hora 25 de la Cadena SER al llarg de 15 anys.

## Biografia
Llicenciat en Ciències de la Informació. En 1979 Llamas entrà a la Cadena SER, en el programa Caja Redonda. En 1983 formà part de Radio El País, una emissora de ràdio promoguda pel diari El País que tingué una breu existència. Posteriorment, tornà a la SER per dirigir Hora 14 (1989-1992) i Hora 25 (1992-2007).
En setembre de 2006 li fou diagnosticat un càncer i va haver de deixar temporalment el seu programa. Tot i tornar a la ràdio el maig de 2007, patí una forta recaiguda i morí el 4 d'octubre del mateix any.
L'any 1998 rebé el Premi Ondas de ràdio al millor programa per a Hora 25.